# Restaurant de l’Hôtel de Ville
Le Restaurant de l'Hôtel de Ville est un restaurant gastronomique situé à Crissier, près de Lausanne en Suisse. Franck Giovannini en est le chef de cuisine et le directeur.

## Histoire

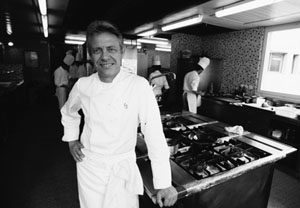
Frédy Girardet dans la cuisine de son restaurant, en 1982.

En 1955 Benjamin Girardet, alors chef de cuisine du restaurant Central Bellevue, à Lausanne, et sa femme Georgette, reprennent le café de l’Hôtel-de-Ville à Crissier, le village natal de Benjamin. Leur volonté est alors d'y offrir une cuisine classique, destinée à mettre en valeur les spécialités locales. Ils sont rapidement rejoints par leur fils Frédy Girardet, alors apprenti cuisinier.
Lors du décès de Benjamin en 1965, son fils, sa femme et sa mère rachètent le bâtiment à la commune de Crissier. Leur ambition est alors de proposer une cuisine d’excellence. Cinq ans plus tard, le café communal est transformé en restaurant gastronomique.
Au sein du restaurant, Frédy Girardet obtient rapidement plusieurs récompenses professionnelles, telle que la Clé d'or Gault-Millau en 1975, trois étoiles au Michelin, la note de 19,5 au Gault-Millau, ou le titre de « Meilleur chef du monde » en 1986. En 1989, Frédy Girardet est consacré « Cuisinier du siècle » par Gault et Millau, aux côtés de Paul Bocuse et Joël Robuchon.
Le 1er décembre 1996, Girardet remet le Restaurant de l'Hôtel de Ville à son chef de cuisine Philippe Rochat. Le restaurant perd temporairement sa 3e étoile au Guide Michelin, qu'il retrouve 1997. En 1999, il reçoit le titre de « Cuisinier de l'année » décerné par le Gault&Millau suisse.
Au printemps 2012, Benoît Violier, chef de cuisine de Philippe Rochat depuis 1999, succède à ce dernier. En octobre 2012, le guide Gault et Millau (édition suisse) lui décerne le titre de « Cuisinier de l'année 2013, ». L'Académie Internationale de la Gastronomie le distingue en janvier 2013 conjointement avec ses prédécesseurs Frédy Girardet et Philippe Rochat en leur décernant un grand prix exceptionnel. En 2016, La Liste lui décerne le titre de « Meilleur restaurant du monde ».
Après le décès de Benoît Violier en janvier 2016, Brigitte Violier, nouvelle directrice de l’établissement, conforte Franck Giovannini à son poste de chef de cuisine qu'il occupe depuis 2012,. En octobre 2016, le Guide Michelin décerne 3 Étoiles au Restaurant de l’Hôtel de Ville et le Gault & Millau la note de 19/20, pour l’année 2017, faisant de Franck Giovannini le quatrième chef triplement étoilé à Crissier. Le restaurant est à nouveau nommé restaurant suisse de l'année selon le Gault & Millau en 2018.
Durant l'été 2018, Franck Giovannini et son épouse Stéphanie succèdent à Brigitte Violier et prennent la direction de l'établissement. Les principaux actionnaires du restaurant, rejoint en 2017 par Franck Giovannini, reprennent les actions détenues par la famille Violier.

## Prix et récompenses
- Frédy Girardet
  - 1975 : Clé d'or Gault et Millau
  - Entre 1975 et 1996 : trois étoiles au Guide Michelin
  - Entre 1975 et 1996 : 19,5/20 au Gault et Millau
  - 1986 : Titre de « Meilleur chef du monde » par le Gault et Millau
  - 1989 : « Cuisinier du siècle » de Gault et Millau
- Philippe Rochat
  - 1996 : deux étoiles au Michelin
  - Entre 1997 et 2012 : trois étoiles au Guide Michelin
  - Entre 1996 et 2012 : 19/20 au Gault et Millau
  - 1999 : « Cuisinier de l'année » de Gault et Millau Suisse
- Benoît Violier
  - Entre 2012 et 2016 : trois étoiles au Guide Michelin
  - Entre 2012 et 2016 : 19/20 au Gault et Millau
  - 2012 : « Cuisinier de l'année 2013 » de Gault et Millau Suisse[3],[4]
  - 2016 : Meilleur restaurant du monde de La Liste[6]
- Franck Giovannini
  - Entre 2016 et 2018 : trois étoiles au Guide Michelin[9]
  - Entre 2016 et 2018 : 19/20 au Gault et Millau[10]
  - 2017 : « Cuisinier de l'année 2018 » Gault et Millau Suisse[11]

En 2013 le Grand prix exceptionnel de l'Académie Internationale de la Gastronomie est remis conjointement à Frédy Girardet, Philippe Rochat et Benoît Violier.